# پارسانیان
پارسانیان(به کردی: پارسانیان، Parsaniyan) روستایی از توابع بخش زیویه در شهرستان سقز است که در استان کردستان ایران قرار دارد.

## جمعیت
این روستا در دهستان امام واقع شده و براساس سرشماری سال ۱۳۸۵، جمعیت آن ۳۳۲ نفر (۶۰ خانوار) بوده‌است.